# أرنيس

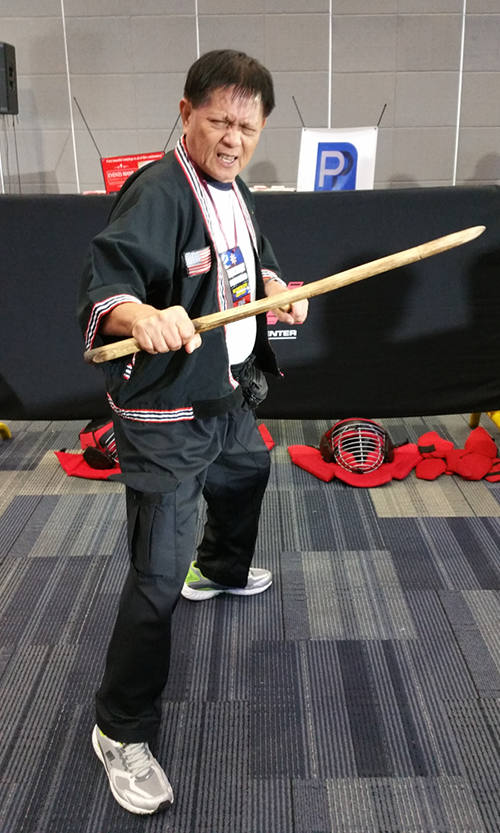
متسابق أرنيس من الفلبين

أرنيس (بالإنجليزية: Arnis)‏ وتسمى أيضاً إسكريما (بالإنجليزية: Eskrima)‏ هي رياضة فنون قتالية محلية في الفلبين، يتم فيها حمل عدة أسلحة فيها مثل السكين والعصا والسيف ذو الحدين الإسباني وأسلحة حادة أخرى، عادةً ما يهتم المتنافسين في هذه الرياضة في نزع سلاح خصمهم.